# روبرتو رولفو
روبرتو رولفو (بالإيطالية: Roberto Rolfo)‏ مواليد 23 مارس 1980، هو متسابق دراجات نارية إيطالي. نافس في سباقات بطولة العالم لفئة 250 سي سي ولفئة 50 سي سي. كما شارك في بطولة العالم للسوبربايك وبطولة العالم للسوبرسبورت وبطولة العالم للموتو جي بي.

## وصلات خارجية
- روبرتو رولفو على موقع MotoGP.com (الإنجليزية)
- روبرتو رولفو على موقع WorldSBK.com (الإنجليزية)
- روبرتو رولفو على موقع CONI honoured athlete website (الإيطالية)

- الموقع الإلكتروني